# Drosophila yuwanensis
Drosophila yuwanensis är en tvåvingeart som beskrevs av Kim och Toyohi Okada 1988. Drosophila yuwanensis ingår i släktet Drosophila och familjen daggflugor.
Artens utbredningsområde är Japan.